# ギジェ・フェルナンデス
ギジェルモ・フェルナンデス・カシーノ（Guillermo Fernández Casino, 2008年6月18日 - ）は、スペインのカタルーニャ州ルビー出身のプロサッカー選手。プリメーラ・フェデラシオンのFCバルセロナB所属。ポジションはミッドフィールダー。

## 経歴

### バルセロナ
2018年にFCバルセロナのユースアカデミーに加入。
2023年8月には当時15歳ながらU-18チームに加わる。9月にUEFAユースリーグにてFCバルセロナBでプロデビュー。ラミン・ヤマルを抜き史上最年少でのBチームデビューだった 。10月からはトップチームの試合でベンチ入りするようになった。

## 代表歴
2022年から世代別のスペイン代表に選出されている。

## 家族
同学年の従兄弟であるトニ・フェルナンデスもFCバルセロナのユースアカデミーに所属するサッカー選手。